# Anisocentropus immunis
Anisocentropus immunis là một loài Trichoptera trong họ Calamoceratidae. Loài này có ở miền Ấn Độ - Mã Lai, Australaziatisch và miền Cổ bắc.